# Hede station
Hede station är en pendeltågsstation i Kungsbacka. Stationen öppnade den 17 augusti 1992 när pendeltåg återigen började trafikera sträckan Göteborg–Kungsbacka. Stationen ligger längs Västkustbanan i stadsdelen Hede i den norra delen av Kungsbacka. Hede station har en större pendelparkering och trafikeras även av buss. 2018 byggdes stationen om och kompletterades med vänthall och kiosk. I närheten ligger köpcentrumet Hede Fashion Outlet. Nära stationen ligger också bostadsområdet Björkris.
Formellt är stationen en hållplats med namnet Kungsbacka Hede.